# 左宗棠收复新疆
左宗棠收复新疆（清朝官方称为重定新疆）发生在清光緒二年（1876年）至三年（1877年）；清军消滅了盘踞新疆的浩罕汗國將領阿古柏，收復新疆大部份地區，結束了同治新疆回亂。刘锦棠在前線负责实际指挥，並拥有決策權，不過历史学家一般都將此歸功於左宗棠，因为左宗棠在軍機處力抗李鴻章的海防論並擔上最高政治責任；另外，左宗棠也在清廷財政緊絀時籌餉、籌糧，並制定應付阿古柏和沙俄的總戰略。

## 历史背景
第二次鸦片战争之前，沙皇俄国就已侵占了清朝西北部的斋桑湖地区，并派军又征服了浩罕、布哈拉等中亚诸汗国的大片地区。趁第二次鸦片战争清军处于劣势的境况，沙俄出兵占领了清朝巴尔喀什湖东南的塔拉塔勒河、伊犁河等七河地区，迫使清政府签订了《中俄伊犁塔尔巴哈台通商章程》。自此沙俄得到了在伊犁、塔城地区的通商、贸易免税、自由居住、传教等特权。1864年，沙俄再與清政府签订《中俄勘分西北界约记》，沙俄成功取得伊塞克湖和巴尔喀什湖以东以南地区（现在划入吉尔吉斯斯坦和哈萨克斯坦等国的四十四万多平方公里，曾為清朝領土）。
此时正值太平天国运动和同治陕甘回变波及新疆，新疆各地豪强趁机而起，出现了割据纷争，各自为王的混乱局面。喀什噶尔由伊斯兰教白山派首领马木提艾来木占据称王。不久，柯尔克孜族部落欽察头目司迪克联络回族封建主金相印，在混乱中夺取了喀什噶尔称王，赶跑了马木提艾来木。马木提艾来木致书中亚的浩罕汗国，欲借助外部势力驱逐司迪克。司迪克也派出金相印亲自到浩罕进行联系，想把流亡浩罕的黑山派和卓后裔布素鲁克请回喀什噶尔，对抗马木提艾来木。1865年春，浩罕汗国派军事头目阿古柏护送布素鲁克去见司迪克。阿古柏和布素鲁克一到喀什噶尔立刻组织兵变赶走了司迪克，于1865年底以喀什噶尔为中心，成立了“哲德沙尔汗国”政权。1867年，阿古柏抛开布素鲁克自行建立“洪福汗国”并控制了整个南疆。1870年，阿古柏发兵攻占了吐鲁番，切断了北疆和河西走廊之间的联系，并收降了以白彦虎为首的陕甘回军残部，实力进一步增强。到1871年底，迪化、玛纳斯、鄯善先后被阿古柏发兵攻克。同年沙俄乘机出兵占领伊犁。这样，清军除塔城、乌苏等少数据点外，已经被迫全部从新疆撤出。

## 战争过程

### 戰前清軍的准备
同治十一年（1872年）七月，清廷尚在争论征伐阿古柏之事，左宗棠认为“既事关君国，兼涉中外，不能将就了局，且索性干去而已”，率所部湘軍进驻兰州，准备收复新疆。左宗棠的准备工作做得非常专业和充足。他采用“缓进急战”的策略。“缓进”，就是用一年半的时间筹措军饷，积草屯粮，整顿军队，减少冗员，增强了军队的战斗力。即使是左宗棠自己的主力湘军，也剔除空额，汰弱留强。他还规定，凡是不愿出关西征的，一律给资，遣送回籍，不加勉强。留下来自愿出关的部队，是一支士气高涨的精兵。“急战”，就是考虑国库空虚，为了紧缩军费开支，大军一旦出发，必须速战速决，力争在一年半左右获取全胜尽早收兵。左宗棠在深入调查及詳細计算後，估算出全部军费开支共需白银八百万两。为防止意外，做到留有餘地，他向朝廷申报一千万两，当时主管财政的大臣沈葆祯一见西征军费的预算报告，就想摊派给各省，从地方财政收入裡抽调，可是这样一来就很难一时凑齐，会贻误战机。军机大臣文祥过问了这件事，亲自去找清穆宗和摄政的西太后慈禧陈述利害关系。清穆宗御批道：“宗棠乃社稷大臣，此次西征以国事而自任，只要边地安宁，朝廷何惜千万金，可从国库拨款五百万，并敕令允其自借外国债五百万。”
左宗棠同时在兰州建立“兰州制造局”（亦称“甘肃制造局”），为西征军制造枪炮以及相关弹药。为了对付阿古柏军队从英俄土等国进口的步枪和火炮，左宗棠从广州、浙江调来军械专家和熟练工人，在兰州制造了大量先进武器，还仿造了德国研发的螺丝炮和后膛七响枪，并改造了清军原有装备的劈山炮和广东无壳抬枪。新疆收复后，上海“泰来洋行”的德国工程师福克曾在哈密与左宗棠会面，观看了清军西征部队的演练，见清军纪律严明，操练得法，军火枪炮也较为先进，于是感慨地说，“清军若与俄军交战于伊犁，必获全胜。”当然了这种说法只可一听，毕竟甲午战争前大部分西方观察者都认为清军将击败日军。左宗棠同时又成立“甘肃织呢总局”（亦称“兰州机器织呢局”），这是中国第一个机器纺织工厂。
光绪元年（1875年），清廷争议是否出兵收复新疆，引起“海防”与“塞防”之争。李鸿章等主张放弃塞防，将“停撤之饷，即匀作海防之饷”。左宗棠力表异议，指出西北“自撤藩篱，则我退寸而寇进尺”，尤其招致英、俄渗透。李鸿章等认为自从乾隆年间清军征服新疆后100多年，每年都要花费数百万两饷银，这是一个填不满的无底洞，现在又要竭尽天下的财力去赡养大军西征，还不如依从英国人提出的条件，承认阿古柏政权，只要其答应称臣入贡就即可。左宗棠则全力反驳李鸿章，他认为如果丢失新疆，则这块土地不是被西方的英国势力所控制，就是被北方的沙皇俄国鲸吞，清朝随即失去西北边防的关卡要塞和重镇，使西北边防无以屏障，到时清朝边防的兵力不但不能削减，反而会大大增加。从全局来看，不战而丢新疆的后果，对内必将严重有损国威，丧失民心；对外也必将助长列强的侵略气焰，不利于海防。所以李鸿章的主张乃是误国之计，绝不可行。当时的军机大臣文祥被左宗棠所说服，全力支持之：“老臣以为宗棠之言深谋远虑，上承先皇高宗之遗志，下惠子孙万代，请陛下决策。”于是光绪帝和摄政的西太后慈禧下诏授左宗棠为钦差大臣，全权节制三军，以将军金顺为副帅，择机西征收复新疆。
左宗棠的收复新疆战略是先攻北疆的烏魯木齊，“关内关外用兵虽有次第，然谋篇布局须一气为之。以大局论，关内肃清，总督应移驻肃州，调度军食以规乌鲁木齐。乌鲁克復，总督应进驻巴坤以规伊犁。”。他指出，要提防“俄人狡谋”，必先安定新疆回部，“欲收伊犁，必先克乌鲁木齐”。如果乌鲁木齐城克服，“我威维扬”，再大兴屯田以保证长期后勤供应，安抚新疆各部族耕牧如常。如此，“即不遽索伊犁，而已稳然不可犯矣。乌城形势既固，然后明示以伊犁我之疆索，尺寸不可让人”。在战术上，左宗棠也精心分析：“俄虽国大兵强，难与角力，然苟相安无事，固以度外置之。至理喻势禁皆穷，自有不得已而用兵之日，如果整齐队伍，严明纪律，精求枪炮，统以能将，岂必不能转弱为强，至此劳师袭远之寇乎？”因此，“不在先索伊犁，而在急取乌鲁木齐。”左宗棠事先命西征军前锋部队统帅张曜，驻军哈密兴修水利、屯田积谷。1876年一年，哈密清军就收获粮食5160餘石，基本上可以解决该部半年军粮所需。为运输军粮，左宗棠又建立了三条路线：一是从甘肃河西采购军粮，出嘉峪关，过玉门，运至新疆的哈密，二是由包头、归化经蒙古草原运至新疆巴里坤或古城（今新疆奇台），三是从宁夏经蒙古草原运至巴里坤。

### 阿古柏的外援
英国驻印度总督派印度康格拉茶园主英国人罗伯特·沙敖到喀什噶尔，援建了阿古柏一座兵工厂，并赠送了大量武器弹药。同治十一年（1873年），英国使团到喀什噶尔，向阿古柏送交了维多利亚女王的亲笔信与各种赠品，其中包括各种枪支和2门小炮，并于次年签订所谓《英阿条约》（《英國─喀什噶爾條約》）。沙俄则派出索莫夫与莫罗佐夫兄弟的2支商队，自吐尔尕特山口运送大批军火到喀什噶尔，交阿古柏军队使用。1875年，英国又从印度给阿古柏一次运去连发步枪2.2万支（一說2200支），山炮8门，炮弹2000发。希望阿古柏作为自己对抗沙俄的棋子。
阿古柏派外甥阿吉托拉（亦名赛义德·阿古柏）、喀孜汗土烈去彼得堡面见俄国沙皇以示感谢，在1873年返回时又前往奥斯曼土耳其帝国，表示愿意附属，并赠送绸缎以及蒙古马、哈萨克的好马各9匹，还有由各处抢来的童男、童女各9名。土耳其苏丹阿卜杜勒-阿齐兹一世是泛突厥主义者，他隆重地接待了阿古柏派去的代表团，并赏给阿古柏“米拉胡尔巴什”（即埃米尔，国王的意思）的职衔。土耳其给阿古柏派遣了上校司马衣艾柯克、艾里卡孜木和木拉提伯克等20多个高级军事人员和政治顾问，并带来了许多武器和礼品。顾问中有7人留在阿古柏身边常任参谋职务。1874年，阿卜杜勒-阿齐兹一世写信命令阿古柏在新疆发行的货币上用自己的名字，并且使用奥斯曼土耳其帝国的国旗——红旗白底红星月作为国旗。阿古柏在对土耳其苏丹所使用的国名就是“东土耳其斯坦国”。阿卜杜勒-阿齐兹一世答应阿古柏，在他之后，王位由自己的儿子世袭。特颁古兰经一卷、奥斯曼土耳其帝国国旗一面及其他赠品多种。1875年阿古柏从土耳其一次购得新式步枪1.2万支，火炮8门。

### 清軍收复北疆
到1876年4月出兵时，左宗棠指挥的西征军有刘锦棠所部湘军25个营，张曜所部14个营和徐占彪所部蜀军5个营，包括原在新疆各个据点的清军，共有马、步、炮军150餘个营，兵力总数近8万人。但真正开往前线作战的清军只有50餘个营2万多人。清军行军期间要经过著名的莫贺延碛大沙漠，流沙数百里，水源缺乏，因此唯有把部隊分批分期地行进。左宗棠坐镇肃州（今甘肃酒泉），命刘锦棠、金顺分兵两路，先后率师出关。他把大军分作1000人一队，隔日进发一队，刘锦棠走北路，金顺走南路，到哈密汇合。刘锦棠率领西征清军主力自肃州入新，至哈密行程约1700里，很顺利地进入哈密。部队各营到达哈密后，把从肃州等地陆续运往哈密的军粮再辗转搬运，翻过东天山九曲险道，分运至巴坤和古城（今新疆奇台）的金顺部。很快，刘锦棠的前锋部队，已占据了距离乌鲁木齐只有不足三百里的济木萨（今新疆吉木萨尔县）。阿古柏获晓清军西进的消息后，忙令马人得、马明、白彦虎等分守乌鲁木齐等北疆要地，阻击清军；其主力2万餘人部署在吐鲁番和托克逊，阿古柏则坐阵托克逊督战。
8月上旬，刘锦棠、金顺两部迫近乌鲁木齐北面重地古牧地（今新疆米泉）。清军清除阿古柏军队的外围据点后，用开花大炮猛烈轰击，成功炸塌了城墙。8月17日，清军从城墙缺口攻入城内，经过数天激战，占领了古牧地。随后清军乘胜追剿，收复了乌鲁木齐。阿古柏军队的二号首领白彦虎逃到托克逊。金顺继续率军西进，昌吉、呼图壁和玛纳斯北城的守敌闻风而逃，9月初，金顺所部清军攻打玛纳斯南城，久攻不克。后来刘锦棠、伊犁将军荣全先后率兵增援，清军最终于11月6日攻克该城。至此，清军收复了天山以北的全部被阿古柏军队占领之地。

### 清军收复南疆

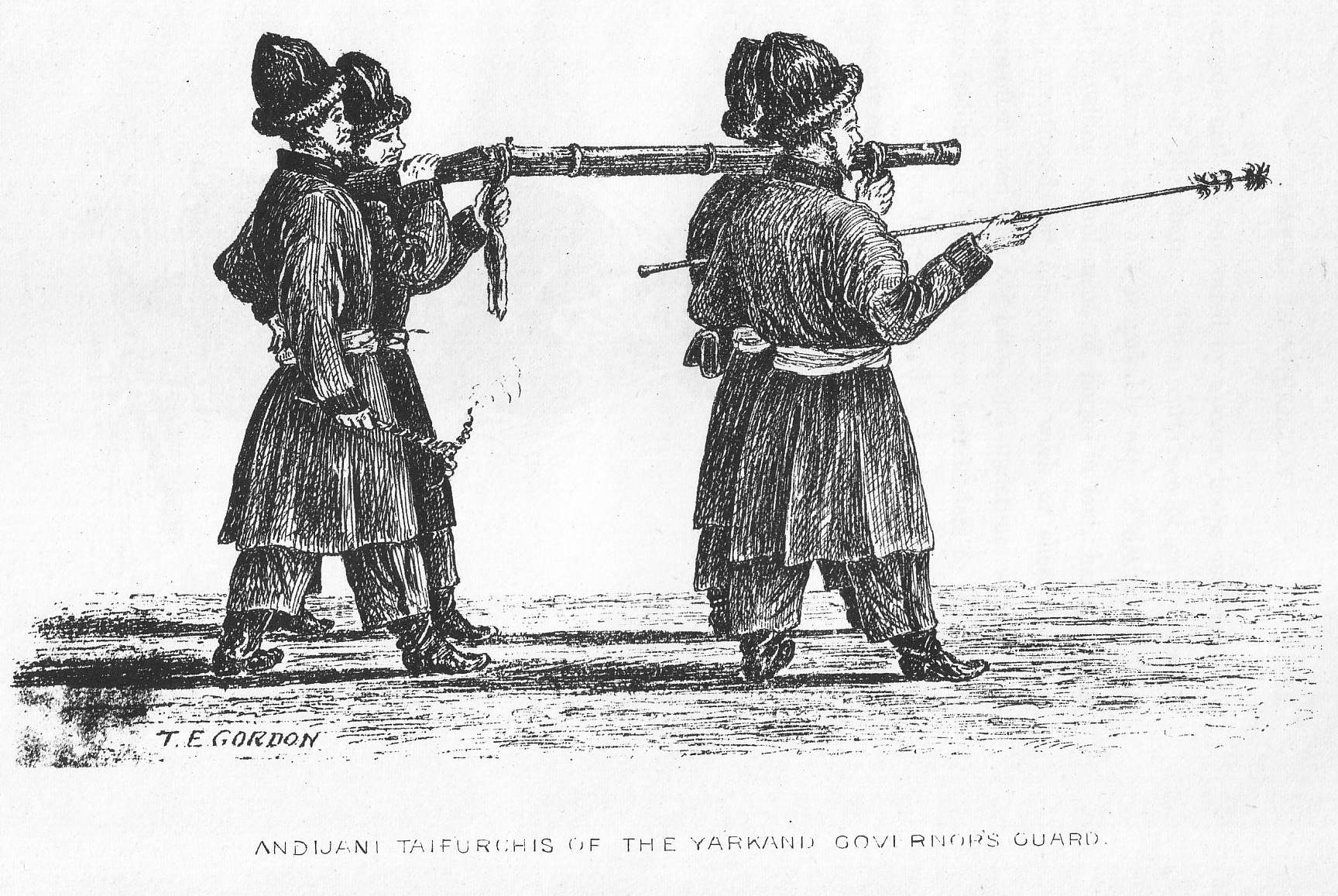
莎車的回军

1877年4月14日，清军休整了几个月后，向南疆进军。刘锦棠命董福祥率主力“董字三营”为先锋，从乌鲁木齐南下，急行军1200多里，16日进至达坂城外围并迅速包围该城。4月18日，清军在达坂城外增筑炮台。4月19日清军开炮，并击中城中弹药库，阿古柏军队死伤惨重，企图突围未遂，只得向清军投降，于是达坂城光复。同时，张曜部清军和徐占彪部清军于盐池会师后，连克腾木、克辟展、胜金台，直逼吐鲁番。4月26日，刘锦棠、董福祥部清军攻克托克逊城，俘获2万余人。阿古柏逃往焉耆，留下他的小儿子驻守库尔勒为其垫后。随后，张曜部清军和徐占彪部清军在罗长祐所率的湘军的协助下收复吐鲁番。此时，通往南疆的门户大开，南疆地区纷纷起来反对阿古柏的统治。阿古柏之后神秘地饮毒酒身亡。白彦虎率领余众逃窜到开都河一带。阿古柏的长子胡为争权夺位杀死其弟，率领残部逃到喀什噶尔称王，继续与清军对峙。
这时李鸿章等又使朝廷发出敕令：“廷臣聚议，西征耗费巨款，今乌城、吐鲁番既得，可以休兵。”左宗棠看罢大不以为然，于是又上疏抗旨，据理力争。摄政的西太后慈禧看罢他的奏章，被说服，于是才继续新疆收复战。此时，沙皇俄国和奥斯曼土耳其帝国发生战争，金顺建议乘虚袭取被沙俄霸占的伊犁。左宗棠认为师出无名，反遭其谤，留下不打。9月，清军继续从正道向西挺进，阿古柏军队闻风后，放弃焉耆、喀喇沙尔和库尔勒向西逃往库车。10月18日，刘锦棠、董福祥率军攻克库车，白彦虎率餘部向西逃跑。10月19日，刘锦棠继续西进。24日，清军攻克阿克苏城。26日清军攻克乌什。至此南疆东四城收复。
清军的进军使西南疆四城叶尔羌（今莎车）、英吉沙尔（今英吉沙）、和阗（今和田）、喀什噶尔的守军惊恐万分，内部分崩离析，曾经投降阿古柏军队的清军前喀什噶尔守备何步云亦乘机反正，率领数百满汉兵民占据喀什噶尔汉城。刘锦棠闻讯后，立即挥师分路前进，以董福祥为先锋，越过人迹罕至的塔克拉玛干沙漠，于12月中下旬先后收复喀什噶尔、叶尔羌、英吉沙尔、和阗。阿古柏的长子胡里与白彦虎逃往沙俄。至此，这场由英、俄、土三国支持的战乱乃告平息。见此情景，住在山中的布鲁特（今柯尔克孜族）14个部落，也争相内附。除伊犁外，新疆全境被清军收复。

### 清軍收回伊犁
1871年，沙皇俄国乘阿古柏侵占新疆时派兵侵占伊犁，宣布“伊犁永远归俄国管辖”，但沙俄剛在俄土克里米亚战争中大败，其驻华公使不得不在照会清朝总理各国事务衙门时说些外交辞令，称占领伊犁是为了“安定边疆秩序”，“只因回乱未靖，代为收复，权宜派兵驻守，俟关内外肃清，乌鲁木齐、玛纳斯各城克服之后，当即交还”。这本来是掩人耳目的谎言，但不料左宗棠率领清军果真收复了乌鲁木齐、玛纳斯等城，被落了口实。
此时俄方表示，在获得中国在通商、割地、赔款和再次调整天山以北边界等方面做出让步后，才能交还伊犁。左宗棠利用从前沙俄驻华公使的口实，强调俄方有归还许诺在先，所以要先通过外交途径和平解决伊犁问题。左宗棠于光绪四年（1878年）正月上书朝廷，力陈在新疆开设行省的主张。并建议朝廷派员与沙俄会谈归还伊犁以及引渡胡里、白彦虎等的事宜。清廷采纳了他的意见，派遣崇厚为全权大臣出使沙俄进行谈判。
沙俄一边谈判，一边使白彦虎和胡里不断武装侵扰清朝的边境。并公然威胁说，如不满足他们的要求，“就宣布条约被撕毁，不交还伊犁”。俄国人提出的“通商、划界、赔款”三项不合理要求，但崇厚竟然签了。左宗棠怒向朝廷奏道：“此次与俄人谈判，沙皇包藏祸心，我今索还失地，方要我赔偿军费，趁我多事之秋，欺我少争战之志，多求合之意，妄图讹诈。伊犁乃我国之领土，俄军乘虚入侵，蹂躏我边民，掠取我财物。我今索还土地，俄方竟然要我赔偿军费，如此强盗行径，乃国际公理所不容也，此其一。俄方以划定两国边界为名，行掠夺土地之实，双方并未陈战，一弹未发，我朝公然割地与人，此乃外交所不许也，此其二。俄方之所谓通商，其商人志在谋利，其政府意在广设领事，深入我腹地，坐探虚实，此种通商，为我所不取也，此其三。臣以为如今之计，当先礼而后兵。我朝可更换使臣，与俄方重开谈判。如沙皇一意孤行，应诉诸于武力。臣虽不才，愿当此任。”摄政的西太后慈禧被左宗棠说服，于是治崇厚罪，另派曾纪泽出使沙俄，重议条约。左宗棠称：“壮士长歌，不复以出塞为苦也，老怀益壮。”自愿请行率军屯哈密，为曾纪泽做后盾。然后，兵分三路向伊犁方向挺进。命金顺部出精河为东路；命张曜部驻特克斯河畔为中路：命刘锦棠部出布鲁特游牧地为西路；左宗棠坐镇哈密亲领后路声援，号称王师4万。左宗棠雄踞新疆，对中俄谈判的中方代表是一个巨大的精神力量。同时，左宗棠将其棺材从肃州运到哈密，借以表示收复伊犁血战到底的决心。这一举动，令沙俄闻讯火速增兵坚守伊犁，并派出舰队在清朝北方海域游弋。左宗棠在哈密生活了四个月时间，大力改善天山运道，修筑盘曲山路；多方筹集粮秣，发动军民屯田垦荒，兴修水利，增粮积谷，减轻内地长途调运军粮的困难。另外左宗棠也在清军哈密大营加紧训练，提高部队的作战能力。
由于克里米亚战争战败而大伤元气，沙俄在谈判桌上，不得不有所收敛。而且沙俄还认为战争即使获胜也将得不偿失以及担心打败清军将导致清政府垮台而引发不可预料的反应。1881年2月24日，曾纪泽与俄方代表订立了《中俄伊犁条约》和《陆路通商章程》。沙俄归还伊犁，但仍割去了伊犁霍尔果斯河以西的领土，清政府赔偿沙俄兵费九百万卢布(折合白银五百餘万两)；俄商在新疆各城贸易，暂不纳税，对于伊犁居民，规定“愿仍居原处为中国民，或愿迁居俄国入俄籍者，均听所便”。虽然这一条约被中国学者认为是不平等条约，但曾纪泽确实也尽了最大的努力，清政府成功收回了伊犁九城及特克斯一带地方。左宗棠对这一条约表示满意，说“中俄和议，伊犁全还，界务无损。领事只设嘉峪关、吐鲁番两处，此外均作罢论，则商务亦尚相安。吉林俄船撤还，松花江不许俄船来往”，而对曾纪泽也赞扬道：“劼刚此行，于时局大有裨益，中外倾心，差强人意也”。

## 影響
清军在戰爭中獲勝，使一部分反叛清廷自甘陝入疆投靠阿古柏的穆斯林離開新疆，往中亞地區遷移。這次民族的遷移促成了今日中亚的東干族的出現。另外，左宗棠建议以新疆建省，此建议促成光绪十年（1884年）十一月的新疆建省。

## 评价

### 正面
由于左宗棠在1870年代、1880年代力排李鸿章等海防派重臣之议，抬棺西行，收复新疆，曾国藩曾评价：“论兵战，吾不如左宗棠；为国尽忠，亦以季高为冠。国幸有左宗棠也。”受此事影响，清廷认为左宗棠是国家栋梁，谥号“文襄”，取其襄赞国家之举。
改革开放前，中国大陆史学界对左宗棠本人以及收复新疆一事争议较多，没有统一的意见，改革开放后学界经过讨论形成了统一的意见，对于收复新疆的一部分持正面看法。王震曾将左宗棠的曾孙左景伊邀至自己家中彻夜长谈，阅解放前出版的《左文襄公在西北》，详细谈了对左宗棠的评价，并称：“要尊重历史，实事求是，对历史人物要恢复其历史的本来面目。凡是对国家民族有功的人，都应该给予他以应有的历史地位。”

### 负面
在收复新疆的战争中，由于左宗棠顺路清剿了逃往新疆的回民叛军，导致以白彦虎部为主的回民反叛势力往中亚地区逃窜，形成了东干族。有人探访东干人，发现东干族普遍对左宗棠评价負面。

### 引用
1. ↑  《湘军刘总统禀病痊筹议进兵南路由》，《左宗棠全集》札件，第384—385页。
2. ↑  .   [2012-06-16]. （原始内容存档于2012-08-05）.
3. ↑  《与威宽勋同》，《左宗棠全集》诗文·家书，第173、177页。
4. ↑  《上总理各国事务衙门》，《左文襄公全集》书牍，卷一三，页一。
5. 1 2  王柯.  (PDF). 《二十一世紀》 (香港中文大學). 2007年2月, (99)  [2017-06-01]. （原始内容存档 (PDF)于2019-06-11）.
6. 1 2  . 中国民族宗教网. 2014-01-17. （原始内容存档于2016-04-09）.
7. ↑  穆汗买德•阿提夫：《喀什历史》
8. ↑  若米尼认为“占领伊犁与乌苏里这样一些破烂地方，补偿不了我们的军费”《俄国在东方》P144
9. ↑  若米尼说“如果（英国人哥登）的意见正确的话，我认为这是我们不能冒险引起中华帝国崩溃的又一理由，因为那样将使我们面临一个可怕的不可知的未来”《俄国在东方》P148
10. 1 2  刘宝军. . 银川: 宁夏人民出版社. 2011: 48. ISBN 978-7-227-04813-8.
11. 1 2  . 凤凰网.   [2008年9月8日]. （原始内容存档于2008年9月11日） （中文（简体））.
12. ↑  Joshua Kurlantzick. . Foreign Affairs. （原始内容存档于2018-11-29）.
13. ↑  . 故事.   [2020-09-28]. （原始内容存档于2021-02-26）.
14. ↑  精選書摘. . The News Lens 關鍵評論網. 2019-07-31  [2019-12-16]. （原始内容存档于2019-09-29）.